# Hanashi
Hanashi är ett klientprogram för direktmeddelanden utvecklat av Sony Ericsson. Programmet har funnits tillgängligt sedan oktober 2008. Hanashi finns för närvarande endast för OSE-telefoner från Sony Ericsson och för Android telefoner.
Hanashi kräver ingen registrering. Telefonnumret används som identitet.
Förutom vanliga textmeddelanden kan användaren skicka bilder och röstmeddelanden. Dessutom kan användaren visa sin position och se andras position (default är detta inte aktiverat) och länka sin närvarotexter till Twitter. Användaren har möjlighet att chatta med någon slumpmässigt vald användaren på någon annan plats på jorden.

## Protokollet
Hanashi använder Viral IP Spread and Direct Connect (VIPS) över TCP (och även över HTTP för att passera proxyservrar) för att ansluta till tjänsten. Sony Ericsson har inte släppt protokollet VIPS publikt.